# Yalçın Didman
Yalçin Didman est un auteur de bande dessinée turc, né en 1947. Il a travaillé pour pratiquement tous les journaux importants de 1972 au milieu des années 1990.

## Biographie
Yalçin Didman a publié sa première série sous le titre La fille de l'enfer / Perun. Dans les années 1970, sa série Fatos a été publiée pendant six ans dans les pages d'un quotidien. 
Yalçin Didman réalise également des bandes dessinées humoristiques, depuis les années 1970 dans les pages du magazine d'humour  Gırgır à nos jours, dans celles d'H.B.R., ainsi que pour la presse quotidienne. Après avoir fourni des bandes dessinées d'humour chaque semaine, il se met à une narration plus réaliste, quitte à risquer le chômage dans les conditions de la tradition de la BD turque. En 1992, sa série Moins quatre-vingt (°c) (L'homme à l'ours) avait été publiée  d'abord dans le mensuel "RR", pour être reprise sept ans plus tard dans la collection Akrep In Gölgesi dirigée par Ergün Gündüz.

## Œuvres
- série La fille de l'enfer - Perun
- série Moins quatre-vingt (titre original : Eksi Seksen), scénario et dessins de Yalçin Didman, éd Rodeo, (2008)
- série Fatos